# Symphyotrichum novi-belgii
Symphyotrichum novi-belgii là một loài thực vật có hoa trong họ Cúc. Loài này được (L.) G.L.Nesom miêu tả khoa học đầu tiên năm 1994.